# Seyhan Yiğit
Seyhan Yiğit (* 30. Juni 2003 in Karlstadt) ist ein türkisch-deutscher Fußballspieler. Der Abwehrspieler steht beim Drittligisten SV Waldhof Mannheim unter Vertrag.

## Sportlicher Werdegang
Yiğit begann mit dem Fußballspielen beim FV Karlstadt. Anfang 2016 wechselte er in die Jugend der Würzburger Kickers, zog aber bereits im Sommer zum FC Ingolstadt weiter. Im Sommer 2017 holte ihn der FC Bayern München, wo er zwei Jahre im Nachwuchs spielte und sich parallel für die Jugendauswahlen der Türkiye Futbol Federasyonu empfahl. Anschließend ging er zum 1. FC Nürnberg, bei dem er 2022 in die in der viertklassigen Regionalliga Bayern antretende Reservemannschaft aufrückte und am ersten Spieltag der Spielzeit 2022/23 unter Trainer Cristian Fiél beim 3:1-Auswärtssieg beim TSV Aubstadt debütierte. Im weiteren Saisonverlauf schwankte er unter Fiél und dessen Nachfolger Vincent Novák zwischen Startelf und Ersatzbank, insgesamt verzeichnete er 22 Saisoneinsätze. Im Sommer 2023 übernahm Andreas Wolf die Zweitvertretung des Clubs und auch unter diesem war er weitgehend Stammspieler, ehe er im Herbst nach einer Roten Karte bei der 1:3-Niederlage gegen die Würzburger Kickers zeitweise gesperrt war. In der Folge schwankte er erneut zwischen Startelf und Ersatzbank, am 32. Spieltag gelang ihm zudem beim 3:0-Sieg über den FC Schweinfurt 05 sein erster Treffer im Erwachsenenbereich. Insgesamt hatte er in zwei Jahren 47 Ligaspiele bestritten und dabei sowohl den einen Treffer erzielt als auch acht Tore vorbereitet.
Vor Beginn der Sommerpause unterzeichnete Yiğit im Mai 2024 einen Vertrag beim Drittligisten SV Waldhof Mannheim. Am ersten Spieltag der Drittliga-Saison 2024/25 stand er erstmals im Spieltagskader von Cheftrainer Marco Antwerpen und debütierte bei der 1:2-Heimniederlage gegen Viktoria Köln am folgenden Spieltag als Einwechselspieler für Lukas Klünter im deutschen Profifußball.